# Hastings (Michigan)
Pour les articles homonymes, voir Hastings.
Hastings est une ville située dans l’État américain du Michigan. Elle est le siège du comté de Barry. Sa population est de 7 095 habitants.